# Larbi Tabti
Larbi Tabti (en arabe : لعربي ثابتي), est un footballeur international algérien né le 23 avril 1993 à Es Senia, dans la banlieue d'Oran. Il évolue au poste de milieu de terrain au MC Alger

## Biographie
Avec le club de l'USM Bel Abbès, il se classe quatrième du championnat d'Algérie lors de la saison 2016-2017.
Il remporte en 2018 avec cette équipe la Coupe d'Algérie, puis la Supercoupe d'Algérie. Il participe ensuite à la Coupe de la confédération.
Le 9 mai 2018, il figure sur le banc des remplaçants de l'équipe nationale A, lors d'une rencontre amicale face à l'Arabie saoudite (défaite 2-0).

## Statistiques

### En club
| Saison                | Club                  | Championnat           | Championnat | Championnat | Championnat | Coupe(s) nationale(s) | Coupe(s) nationale(s) | Coupe(s) nationale(s) | Supercoupe | Supercoupe | Supercoupe | Compétition(s) continentale(s) | Compétition(s) continentale(s) | Compétition(s) continentale(s) | Compétition(s) continentale(s) | Total | Total | Total |
| Saison                | Club                  | Division              | M.          | B.          | P.d.        | M.                    | B.                    | P.d.                  | M.         | B.         | P.d.       | Comp.                          | M.                             | B.                             | P.d.                           | M.    | B.    | P.d.  |
| 2013-2014             | ASM Oran              | Ligue 2               | 19          | 0           | 0           | 1                     | 0                     | 0                     | -          | -          | -          | -                              | -                              | -                              | -                              | 20    | 0     | 0     |
| 2014-2015             | ASM Oran              | Ligue 1               | 28          | 1           | 1           | 4                     | 0                     | 0                     | -          | -          | -          | -                              | -                              | -                              | -                              | 32    | 1     | 1     |
| 2015-2016             | ASM Oran              | Ligue 1               | 27          | 1           | 2           | 1                     | 0                     | 0                     | -          | -          | -          | -                              | -                              | -                              | -                              | 28    | 1     | 2     |
| Sous-total            | Sous-total            | Sous-total            | 74          | 2           | 3           | 6                     | 0                     | 0                     | -          | -          | -          | -                              | -                              | -                              | -                              | 80    | 2     | 3     |
| 2016-2017             | USM Bel Abbès         | Ligue 1               | 28          | 3           | 8           | 3                     | 0                     | 1                     | -          | -          | -          | -                              | -                              | -                              | -                              | 31    | 3     | 9     |
| 2017-2018             | USM Bel Abbès         | Ligue 1               | 22          | 2           | 7           | 4                     | 1                     | 0                     | -          | -          | -          | -                              | -                              | -                              | -                              | 26    | 3     | 7     |
| 2018-2019             | USM Bel Abbès         | Ligue 1               | 15          | 2           | 2           | 2                     | 1                     | 0                     | 1          | 0          | 0          | CAF2                           | 3                              | 0                              | 1                              | 21    | 3     | 3     |
| Sous-total            | Sous-total            | Sous-total            | 65          | 7           | 17          | 9                     | 2                     | 1                     | 1          | 0          | 0          | -                              | 3                              | 0                              | 1                              | 78    | 9     | 19    |
| 2019-2020             | CR Belouizdad         | Ligue 1               | 13          | 0           | 4           | 1                     | 0                     | 0                     | -          | -          | -          | CAF2                           | 3                              | 0                              | 1                              | 17    | 0     | 5     |
| 2020-2021             | CR Belouizdad         | Ligue 1               | 19          | 2           | 6           | -                     | -                     | -                     | 1          | 0          | 0          | CAF                            | 5                              | 1                              | 0                              | 25    | 3     | 6     |
| 2021-2022             | CR Belouizdad         | Ligue 1               | 20          | 1           | 7           | -                     | -                     | -                     | -          | -          | -          | CAF                            | 8                              | 0                              | 2                              | 28    | 1     | 9     |
| Sous-total            | Sous-total            | Sous-total            | 52          | 3           | 17          | 1                     | 0                     | 0                     | 1          | 0          | 0          | -                              | 16                             | 1                              | 3                              | 70    | 4     | 20    |
| 2022-2023             | ES Sétif              | Ligue 1               | 20          | 1           | 1           | -                     | -                     | -                     | -          | -          | -          | -                              | -                              | -                              | -                              | 20    | 1     | 1     |
| 2023-2024             | MC Alger              | Ligue 1               | 12          | 0           | 1           | 4                     | 0                     | 0                     | -          | -          | -          | -                              | -                              | -                              | -                              | 16    | 0     | 1     |
| 2024-2025             | MC Alger              | Ligue 1               | 26          | 2           | 4           | 1                     | 0                     | 0                     | 1          | 0          | 0          | CAF                            | 9                              | 0                              | 0                              | 37    | 2     | 4     |
| Sous-total            | Sous-total            | Sous-total            | 38          | 2           | 5           | 5                     | 0                     | 0                     | 1          | 0          | 0          | -                              | 9                              | 0                              | 0                              | 53    | 2     | 5     |
| Total sur la carrière | Total sur la carrière | Total sur la carrière | 249         | 15          | 43          | 21                    | 2                     | 1                     | 3          | 0          | 0          | -                              | 28                             | 1                              | 4                              | 301   | 18    | 48    |

## Palmarès

### Palmarès en club
| USM Bel Abbès (2)                                                                          | CR Belouizdad (4)                                                                               | MC Alger (3) |
| ------------------------------------------------------------------------------------------ | ----------------------------------------------------------------------------------------------- | --- |
| - Coupe d'Algérie (1) : - Vainqueur : 2018 - Supercoupe d'Algérie (1) : - Vainqueur : 2018 | - Ligue 1 (3) : - Champion : 2020, 2021 et 2022 - Supercoupe d'Algérie (1) : - Vainqueur : 2020 | - Ligue 1 (2) : - Champion : 2024 et 2025 - Coupe d'Algérie : - Finaliste : 2024 - Supercoupe d'Algérie (1) : - Vainqueur : 2024 |